# José González López
José Manuel González López (Cádiz, 14 de octubre de 1966), más conocido como José González o simplemente José,  es un exfutbolista y entrenador español. Actualmente está libre.

## Trayectoria como jugador
José González jugaba en la posición de delantero. Jugó en el equipo de su ciudad, el Cádiz CF entre 1984, año en el que los andaluces ascendieron a Primera División, y 1991. Después, fichó por el Real Mallorca en Primera División donde cae gravemente lesionado. Tras un descenso en esa temporada juega una temporada en Segunda,es traspasado al Albacete Balompié de nuevo en Primera División. De ahí pasa al Rayo  donde milita dos años. Su última temporada conocida en España fue con el Málaga C.F. En su última temporada marcha al extranjero para jugar en las filas del Tianjin chino dónde decide dejar el fútbol.

## Trayectoria como entrenador
Cádiz
Su debut profesional fue en 2002, con el Cádiz Club de Fútbol, logrando tras nueve años en Segunda División B, el ascenso a Segunda División. En su primer año en la categoría de plata logró un meritorio 7º puesto que le llevaría al Albacete Balompié.
Albacete
Fichó por el Albacete Balompié para entrenarlo en la temporada 2004-05, siendo su debut en un banquillo de Primera División, pero acabó siendo despedido en febrero de 2005, con el equipo como 18º clasificado tras lograr 23 puntos en 24 jornadas.
Regreso al Cádiz
En noviembre de 2006, inició su segunda etapa en el Cádiz CF, tomando al equipo amarillo en 14.ª posición y dejándolo en 5º puesto en la temporada 2006-07. En junio de 2007, el club cambió de propietario y José González abandonó el banquillo gaditano.
Córdoba
En abril de 2008, a finales de la temporada 2008-09, se anunció su fichaje como técnico del Córdoba CF para las últimas 11 jornadas, logrando la permanencia en Segunda División tras cosechar 13 puntos en las últimas 6 jornadas. En la temporada siguiente, comenzó la temporada como técnico del conjunto blanquiverde, pero fue destituido a finales de año, con el Córdoba fuera de los puestos de descenso.
Real Murcia
A finales de 2009, fue nombrado nuevo entrenador del Real Murcia hasta final de temporada, pero no pudo evitar el descenso del equipo tras una última jornada dramática.
Tercera etapa en el Cádiz
El 16 de noviembre de 2010, se confirmó de nuevo su contratación como entrenador del Cádiz CF en sustitución de Hristo Vidaković, que fue destituido por los malos resultados obtenidos. No pudo conseguir el ascenso tras una última eliminatoria que se decidió en la tanda de penaltis y abandonó su club en julio del 2012.
Beijing Guoan
En 2014, comenzó a trabajar como asistente de Gregorio Manzano en el Beijing Guoan.
Granada
En febrero de 2016, se convirtió en entrenador del Granada Club de Fútbol de la Primera División de España para las trece jornadas que restaban, tras la destitución de José Ramón Sandoval, debido a los malos resultados del equipo, que era colista con 20 puntos (a cinco de la salvación) y llevaba cuatro derrotas consecutivas. Finalmente, con González al mando, el equipo andaluz reaccionó y obtuvo la permanencia matemática en la penúltima jornada tras lograr 19 puntos en 13 jornadas. La venta del club a inversores chinos provoca un cambio en la dirección técnica y la llegada de un nuevo entrenador.
Beijing Guoan
Tras su breve etapa en el banquillo del Granada, volvió a firmar por el Beijing Guoan, pero esta vez como primer entrenador. A la semana de su fichaje el club cambia de propietario. No obstante se mantiene en el cargo hasta que  fue despedido tras apenas 6 meses en el cargo ocupando el equipo la quinta posición en la Superliga China. Fue sustituido por Roger Schmidt, exentrenador del Bayer 04 Leverkusen.
Málaga
El 13 de enero de 2018, se incorporó al Málaga Club de Fútbol para dirigir al equipo andaluz durante la segunda vuelta de la temporada 2017/18. Con el equipo a siete puntos de la salvación en su llegada, no pudo revertir la delicada situación del conjunto malaguista, que descendió a Segunda División a falta de 5 jornadas para el final de torneo.
Wuhan Zall
El 4 de enero de 2020, ficha por el Wuhan Zall Football Club, donde se mantuvo hasta el 24 de septiembre de 2020, debido a la pandemia del Covid-19.
Dalian Pro
El 7 de abril de 2021, se hace oficial su fichaje por el Dalian Professional Football Club, en sustitución de Rafa Benítez. El 31 de enero de 2022 deja el club.

## Clubes

### Como jugador
| Club              | País   | Año       |
| ----------------- | ------ | --------- |
| Cádiz C. F. "B"   | España | 1984-1986 |
| Cádiz C. F.       | España | 1986-1991 |
| R. C. D. Mallorca | España | 1991-1993 |
| Albacete Balompié | España | 1993-1994 |
| Rayo Vallecano    | España | 1994-1995 |
| Málaga C. F.      | España | 1995-1996 |
| Tianjin Lifei     | China  | 1996-1997 |

### Como entrenador
| Club                      | País   | Año       |
| ------------------------- | ------ | --------- |
| Cádiz C. F. (juvenil)     | España | 2001-2002 |
| Cádiz C. F.               | España | 2002-2004 |
| Albacete Balompié         | España | 2004-2005 |
| Cádiz C. F.               | España | 2006-2007 |
| Córdoba C. F.             | España | 2007-2008 |
| Real Murcia C. F.         | España | 2009-2010 |
| Cádiz C. F.               | España | 2010-2012 |
| Beijing Guoan (asistente) | China  | 2014-2015 |
| Granada C. F.             | España | 2016      |
| Beijing Guoan             | China  | 2017      |
| Málaga C. F.              | España | 2018      |
| Wuhan Zall                | China  | 2020      |
| Dalian Pro                | China  | 2021-2022 |